# Katalog žena
Katalog ženâ (starogrčki Γυναικῶν κατάλογος), Gynaikôn katálogos) – poznat i kao Eeje ili Ehoje (ἢ οἵη, ē' hoiē) – jest fragmentarno sačuvana starogrčka epska pjesma koja se u antici pripisivala Heziodu. "Žene" koje se u naslovu spominju zapravo su heroine, od kojih su mnoge vodile ljubav s bogovima te su svojim ljudskim i božanskim ljubavnicima rodile heroje iz grčkoga mita. Za razliku od Homerove Ilijade i Odiseje, koje se usredotočuju na pripovijedanje, Katalog je bio izgrađen na temelju opsežnog sustava genealogija koje proistječu iz svih tih ljubavnih spojeva i, prema riječima Martina Litchfielda Westa, "pokrivao je cijelo herojsko razdoblje". Popisi obiteljskih stabala bili su obogaćeni pričama o mnogim članovima tih obitelji, pa Katalog predstavlja zbirku mitova o herojima upravo onako kako Heziodova Teogonija daje sustavni prikaz grčkoga panteona na temelju genealogija bogova. 
Većina filologa danas smatra da Katalog nije napisao Heziod, no pitanja o autorstvu nisu umanjila zanimanje za proučavanje književnih, društvenih i povijesnih aspekata ove pjesme. Kao svojevrsno heziodovsko djelo koje se bavi najsitnijim detaljima homerskog svijeta heroja, polubogova, Katalog nudi prijelaz između božanske sfere Teogonije i zemaljskih pitanja Poslova i dana. S obzirom na to da se ova pjesma bavi ne samo herojima, nego i heroinama, ona pruža i određene pokazatelje o tome kako se u vrijeme njezina postanka i afirmacije među publikom gledalo na ulogu i percepciju žene u grčkoj književnosti i društvu. Grčke aristokratske zajednice, kao vladajuća elita, tvrdile su da potječu od heroja opjevanih u epskom pjesništvu; stoga Katalog, budući "genealoški vjerna mapa helenskog svijeta", čuva mnoge informacije o jednom složenom sustavu srodničkih odnosa i hijerarhija koji je zadržao svoj značaj dugo nakon što se arhajsko razdoblje završilo. Mnogi mitovi koji se spominju u Katalogu nisu zabilježeni ni u jednom drugom antičkom izvoru koji posjedujemo, odnosno ili ih nema uopće ili ih nema u obliku u kojem su dani u Katalogu, pa su privlačili posebnu pozornost pisaca i filologa, još od kraja arhajskog doba, pa sve do helenističkog i rimskog razdoblja.
Usprkos popularnosti koju je uživala kod učene publike helenističkog svijeta, uključujući i rimski Egipat, pjesma se prestala prepisivati prije no što je mogla prijeći u srednjovjekovnu rukopisnu tradiciju, te njezine fragmente danas nalazimo samo na papirusima i u navodima kod drugih antičkih autora. No, i pored toga, Katalog je osvjedočen mnogo bolje nego većina drugih "izgubljenih" djela, jer oko 1.300 cijelih ili djelomičnih stihova, koliko je sačuvano, predstavlja, prema jednoj procjeni, "između trećine i četvrtine izvorne pjesme". Postoji opsežan materijal koji omogućuje rekonstrukciju pjesme, i to ne samo rekonstrukciju sadržaja, nego i njegove raspodjele, no fragmenatrno stanje tog materijala ostavlja mnoga složena pitanja neriješenim, a u prošlom je stoljeću proizveo nekoliko teza koje su se naposljetku pokazale pogrešnim.

## Naslov i formulaē' hoiē
Antički autori najčešće ovu pjesmu nazivaju Katalogom žena ili samo Katalogom, no postojalo je i nekoliko drugih naslova. Suda, bizantska enciklopedija iz 10. stoljeća, navodi naslov Katalog ženâ heroinâ (Γυναικῶν ἡρωϊνῶν κατάλογος), a Ivan Ceces, bizantski filolog i gramatičar iz 12. stoljeća, naziva ovu pjesmu Herojskom genealogijom (Ἡρωϊκὴ Γενεαλογία). No najstariji i najrašireniji alternativni naslov bio je Eeje (Ἠοῖαι), koji je pjesma dobila po formuli ἢ οἵη / ē' hoiē = "ili kakva (je bila...)", odnosno, u množini, ἢ οἵαι / ē' hoiai = "ili kakve (su bile...)". Tom je formulom pjesnik započinjao historijat svake nove žene ili skupine žena. Na istom je temelju skovan i uobičajeni naslov za jedno slično djelo, Velike Eeje (Μεγάλαι Ἠοῖαι), koje se u antici također pripisivalo Heziodu.
Formula ē' hoiē, kako se vidi i po tome što je postala alternativni naslov cijele pjesme, bila je jedna od njezinih najznamenitijih obilježja. Možda je izvorno pripadala nekoj posebnoj vrsti pjesništva koju je karakteriziralo sastavljanje različitih popisa heroina, no u samome Katalogu ta formula služi kao sredstvo za izgradnju strukture pjesme time što pjesniku omogućuje nastaviti s prekinutim historijatom nekog obiteljskog stabla ili napraviti vodoravni prijelaz između različitih genealogija i prijeći na novu osobu ili liniju podrijetla. Jedan primjer nalazi se u dijelu gdje se uvodi historijat Portaonovih kćeri (Cat. 26.5–9):

| Ili kakve su (e' hoiai) djeve što stvori ih Portaon tri, kao božice, svakoj ljepoti vične, koje nekoć Laotoja, hiperijska vladarka časna, rodi ušavši u Portaonovu postelju jedru: Euritemista, Stratonika i Steropa. | ἠ' οἷαι [κο]ῦραι Πορθάονος ἐξεγέν[οντο τρε[ῖς, ο]ἷαί τε θεαί, περικαλλέα [ἔργ' εἰδυῖα]ι• τ[ά]ς ποτε [Λ]αο[θό]η κρείουσ' Ὑπερηῒς ἀ[μύ]μων γεί]νατο Παρθᾶνος [θ]α[λ]ερὸν λέχ[ος] ε[ἰσ]αναβᾶσα Εὐρ]υθεμίστην τε Στρατ[ο]νίκην [τ]ε Στ[ε]ρόπην τε. |

U odjeljku koji prethodi ovom odlomku detaljno je obrađen historijat šire obitelji Portaonove sestre Demodike, za koju je utvrđeno da potječe od generacije rođene nakon trojanskog rata. Ovdje je formula ē' hoiai (množina = ili kakve...) upotrijebljena za skok unatrag, kako bi se dovršio pregled potomaka Portaonovog i Demodikinog oca, Agenora, i dao historijat sinovljeve obitelji. Na nekim drugim mjestima ta se formula koristi za prijelaz na udaljenije grane obitelji. Na primjer, priča o Mestri u osnovi služi tome da uvede obitelj Sizifa, njezina pradjeda, koji se nadao da će je udati za svog sina Glauka. Premda do tog vjenčanja nije došlo, uskoro se prelazi na pregled Sizifovih potomaka.

## Sadržaj
Prema Sudi, Katalog se satojao od pet pjevanja. Nije poznato koliki je bio opseg pojedinih pjevanja, no cijeli je spjev mogao imati između 4.000 i nešto preko 5.000 stihova. Veći dio sadržaja bio je organiziran po većim genealoškim jedinicama: potomci Eola zauzimali su prvo pjevanje i dio drugoga, a za njima su u ostalim pjevanjima slijedili potomci Inaha, Pelazga, Atlanta i Pelopa. Vjeruje se da se okvirni raspored građe Kataloga može naći u Biblioteci, mitološkom priručniku sastavljenom u rimskom razdoblju, koji je sačuvan pod imenom Apolodora iz Atene i koji se oslanja na Katalog kao jedan od glavnih izvora za mnoge genealoške detalje te se čini da općenito slijedi strukturu te pjesme.

### Prvo pjevanje
Prvo je pjevanje najbolje posvjedočeno, s obzirom na to da se nekoliko opširnih papirusnih fragmenata preklapa s citatima iz antičkih autora ili se podudara s nekim parafrazama: u cjelini ili u dijelovima sačuvano je najmanje 420 daktilskih heksametara. Na jednom su papirusu navedeni i redni brojevi stihova, što, kad se uzme u obzir skupa s preklapanjima teksta iz drugih izvora, omogućuje numerirati po stihovima velik dio sadržaja ovog pjevanja. Od ovih preklapanja možda je najvažnije ono između papirusa koji sadrži početak pjesme i Teogonije: Katalog se pojavljuje kao nastavak ovog "kanonskog" Heziodovog spjeva, a dva završna stiha Teogonije pojavljuju se kao prva dva stiha Kataloga žena. Na kraju Teogonije, kakva je rukopisnom predajom došla do nas, kad je Zeus uredio Olimp i začeo nekoliko ključnih božanstava, pjesnik zaziva Muze da pjevaju "rod božica ... besmrtnica što legoše sa smrtnicima i rodiše djecu nalik bogovima". Nakon nekih 150 stihova o tome, uvodni stihovi Kataloga donose još jednu invokaciju Muza kojom se uvodi nova, nešto više "zemaljska" tema (Cat. fr. 1.1–5):
| Pjevajte sad rod ženâ, slatkoglasne Muze olimpske, kćeri Zeusa štitonoše, koje tad najbolje bijahu [ ... skinuše pojase svoje [ ... miješajući se s bogovima [ ... | Νῦν δὲ γυναικῶν ⌊φῦλον ἀείσατε, ἡδυέπειαι Μοῦσαι Ὀλυμπιάδε⌊ς, κοῦραι Διὸς αἰγιόχοιο αἳ τότ' ἄρισται ἔσαν [ μίτρας τ' ἀλλύσαντο ̣[ μισγόμεναι θεοῖσ[ιν |

Nakon ovih odmah slijede stihovi koji opisuju važne značajke herojskog razdoblja. Prva značajka su odnosi koji predstavljaju i glavnu temu pjesme, naime činjenica da je u to doba postojala interakcija između bogova i smrtnika. Potom se, u jednom od najzagonentnijih odlomaka Kataloga, navodi još jedan značajan detalj o herojskom dobu. Kaže se, naime, da muškarci i žene nisu bili "jednako dugovječni" (ἰσαίωνες / isaiōnes, riječ koja je samo tu posvjedočena), ali nije jasno odnosi li se to na različite životne vijekove među samim herojima, na razliku između heroja i "suvremenih" muškaraca ili na razliku između životnih vijekova heroja i bogova. Zatim su opisane raznolike sudbine heroja: neki su živjeli dugo i ostali vječno mladi, a druge su bogovi osudili na ranu smrt. Papirus je na tom mjestu oštećen te nije poznato kamo su te usporedbe dalje vodile. Potom se pjesnik ponovo obraća Muzama i moli ih da pjevaju o tome "s koliko je njih [Zeus] spavao, začevši rod slavnih kraljeva ... i Posejdon ... Ares ... Hermes ... [Hef]est ... Heraklo"; tu se ovaj papirus završava.

#### Prve obitelji
Stalna uporaba uvodne formule "ili kakva je..." implicira jedno početno "kakva je...", i vrlo je vjerojatno da je tu kao prva bila obrađena Pira, supruga Deukalionova. Još se raspravlja o tome je li Katalog sadržavao prikaz mita o potopu, no čini se da je priča o nastanku ljudskog roda od kamenja koje su za sobom bacali Deukalion i Pira svakako bila obrađena u pjesmi. Zeus je, što ne iznenađuje, prvi birao iz kataloga žena te je s Pirom začeo Helena. Pira je imala i tri kćeri s Deukalionom: Tiju, Protogeneju i Pandoru, koja je dobila ime po svojoj baki s majčine strane, onoj daleko poznatijoj Pandori. I njih tri su, kao i njihova majka, spavale sa Zeusom i rodile mu sinove koji će postati rodonačelnici nekoliko drevnih grčkih plemena. Tija je rodila Magneta i Makedona; Protogeneja je rodila Etlija, djeda Etolova; a Pandorin sin bio je Greko.
No najveći značaj u mitu imao je Helen, koji će naposljetku postati i eponim za cijeli grčki svijet. Njegovi su sinovi Dor, Ksut i Eol, koje mu je izgleda rodila Otrija (ili Orseida), planinska nimfa s Otrisa. Dor je bio eponim Dorana, a po sinovima njegova sina Egimija, Dimantu i Pamfilu, nazvana su dva od tri dorska plemena, Dimanćani i Pamfiljani. Treću skupinu činili su Hileji, nazvani po Heraklovom sinu Hilu, s kojim su Pamfil i Dimant prešli na Peloponez. Ksut je za ženu uzeo Erehtejevu kćer Kreuzu, koja mu je rodila sinove Ijona i Aheja i kćer Diomedu. Odnos između rodonačelnika grčkih plemena koji su potjecali od Deukaliona može se prikazati ovakvom tablicom:

|                                                                              |
| Genealoški odnos među grčkim plemenima u okviru Deukalionove loze u Katalogu |

#### Eolovo potomstvo
Historijat potomaka pet kćeri i sedam sinova Eola i Enarete predstavljao je vjerojatno najveću pojedinačnu lozu koja se obrađivala, a počinjao je prije 200. stiha u prvom pjevanju i obuhvaćao dobar dio drugoga. Sinovi koji su svakako obrađeni u Katalogu bili su Kretej, Atamant, Sizif, Salmonej, Dejon (ili Dejonej) i Perijer. Ime sedmoga sina ne može se pročitati zbog lakune u tekstu, a moguće je da se radilo o Miniji, Lokru ili jednom drugom Magnetu, ne eponimu Magnećana, nego ocu Diktisa i Polidekta iz mita o Danaji i Perzeju. Nikakve slične dvojbe nema u vezi s identitetom Eolovih kćeri: to su Pizidika, Alkiona, Kalika, Kanaka i Perimeda. Prvo su obrađene obitelji kćeri i mnogo od središnjeg dijela prvog pjevanja – više od 400 stihova – bilo je posvećeno historijatu njihovih potomaka. Eolovo dugo potomstvo, koje ide preko njegovih sinova i kćeri, vrijedno je pozornosti zbog velikog broja fantastičnih priča i folklornih elemenata kakvih u homerskim pjesmama uglavnom nema, počevši od proklete, ohole ljubavi Ceika i Alkione, koji su se jedno drugome obraćali sa "Zeus" i "Hera", a potom za kaznu bili pretvoreni u ptice (frr. 10a.83–98, 10d OCT, 15).
Nakon obrade tesalskih obitelji Pizidike i Kanake, pjesnik prelazi na izmiješane etolsko-elidske loze Kalike i Perimede. Ranije u ovom pjevanju Perimeda je rodila dva sina riječnom bogu Aheloju, od kojih je jedan, Hipodamant, bio djed Enejev. Etliju je Kalika rodila Endimiona, čiji je sin Etol bio eponim Etolije i pradjed Demodike i Portaona, preko kojih idu dalje etolske i elidske genealoške linije. Negdje u okviru tih obitelji pojavljuju se Eurit i Kteat, i to u opasnijem obličju no u Ilijadi: u Katalogu oni su okrutni sijamski blizanci s dvije glave, četiri ruke i četiri noge. No, za epsku je predaju najznačajniji bio brak Demodikina sina Testija i Portaonove kćeri Euritemiste, koja je onda rodila tri kćeri, Ledu, Alteju i Hipermnestru, čiji se historijat uvodi u fr. 23a.3–5.
Nakon Ledinog braka s Tindarejem slijede rođenja Klitemnestre, Timandre i Filonoje, od kojih je ovu posljednju Artemida učinila besmrtnom. Klitemnestra i Agamemnon imali su dvije kćeri, Elektru i Ifimedu, pri čemu se iza ovog drugog imena krije žena koja je kasnije postala mnogo poznatija kao Ifigenija. Prema jednom proročanstvu, Ifigenija je morala biti žrtvovana Artemidi da bi zapuhao povoljan vjetar i grčka flota otplovila ka Troji, no u varijanti koja je dana u Katalogu božica ju je zamijenila prikazom i učinila je besmrtnom kao "Artemidu Enodiju" ili Hekatu. Slijedi priča o rođenju Oresta i njegovom ubojstvu majke, što je najstariji zabilježeni spomen njegova ubojstva Klitemnestre, upravo kao što i plan o žrtvovanju Ifideme/Ifigenije također nalazimo prvo spomenut u Katalogu. Slijedi Timandrin brak s Ehemom, a potom se, u nekoliko oštećenih stihova, priča o tome kako je Leda Zeusu rodila Dioskure. Ne zna se je li Helenino rođenje obrađeno na ovom mjestu, jer izvori različito svjedoče o tome tko su joj bili roditelji. Alteja s Aresom rađa Meleagra, čije se herojske osobine opisuju, skupa s njegovom smrću koju mu zadaje Apolon tijekom sukoba s Kuretima, koji je uslijedio nakon lova na kalidonskog vepra. Od Altejine i Enejeve djece istaknuta je Dejanira zbog svoje uloge u Heraklovoj smrti i apoteozi. Pjesnik zatim skreće svoju pozornost na Portaonide, potomke Portaona, i ovaj pregled ženskih potomaka Eolovih završava Sirenama, kćerima Sterope i Aheloja.
Odjeljak o Salmonejevoj kćeri Tiri omogućuje prijelaz na obitelji muških potomaka Eolovih. Salmonej je, kao kralj Elide, svojim podanicima nametao obvezu štovati ga kao Zeusa; pritom je božje munje i gromove oponašao tako što je svojim bojnim kolima vukao brončane kotlove, a u zrak je bacao zapaljene baklje. Pravi Zeus uništio je i kralja i njegove podanike, no poštedio je Tiru, koja je pružila otpor svome bezbožnom ocu, i onda je prenio u kuću njezina ujaka Kreteja u Tesaliji. Tamo se zaljubila u riječnog boga Enipeja, no Posejdon je imao vlastite planove u vezi s Tirom, pa joj se približio prerušen u Enipeja i s njom vodio ljubav, nakon čega je ona rodila Neleja i Peliju. Ova dva brata nisu se slagala, pa im je Zeus dodijelio dva različita kraljevstva da njima vladaju: Pelija je dobio Jolk, a Neleju je pripao Pil na zapadu Peloponeza. Sad se središte priče premješta na Nelejevu lozu. Heraklo je razorio Pil i ubio sve muške potomke Nelejeve osim Nestora, koji se u tom trenutku nalazio u Gereniji, jednom drugom mesenskom gradu. Periklimen, jedan od Nelejevih sinova, kome je Posejdon podario moć mijenjati svoje obličje, predstavljao je jedinu pilsku branu pred Heraklovom silovitom navalom, i pjesnik Kataloga na trenutak ga stavlja u središte pozornosti, no to se završava Ateninom opaskom da je pčela na Heraklovim bojnim kolima zapravo taj pilski branitelj. Nakon historijata Nestorova braka i obitelji slijedi priča o natjecanju za Nelejevu kćer Peru. Nelej je, naime, bio odlučio da će svoju kćer dati onome tko uspije oteti stoku od Ifikla iz Filake, a to je pošlo za rukom Bijantu, kome je pomogao njegov brat Melampod. Pjesnik zatim prelazi na obitelj Pelije, no uto se prekida posljednji papirusni fragment koji se može sa sigurnošću pripisati prvom pjevanju. Vjerojatno su slijedila Tirina djeca s Kretejem — Ezon, Feret i Amitaon, a možda je u prvom pjevanju ostalo mjesta makar za početak historijata obitelji Kretejeva brata Atamanta.
Atamant je vladao u Beociji i imao je kompliciran obiteljski život; nekoliko pojedinosti iz njegova života bilo je obrađeno u Katalogu. Atamantova su djeca bili Friks i Hela, a majka im je bila Nefela. Ona je svojoj djeci dala ovna sa zlatnim runom – što će se ispostaviti prvom epizodom u povijesti o Argonautima – nakon čega su morali bježati od spletki svoje maćehe Inone, o čemu pripovijedaju drugi antički izvori. Bogovi su Atamantu pomutili pamet, možda zato što je primio mladog Dioniza u svoj dom, i usmrtili njegova i Inina sina, Learha; Ino se bacila u more s njihovim drugim sinom, Melikertom, nakon čega se pretvorila u morsku božicu Leukoteju. Atamant je, u nekom trenutku prije no što se oženio Inom, s Temistom začeo Leukona i Sheneja, a Leukonove kćeri Pizidika, Euipa i Hiperipa bile su potanko obrađene u Katalogu.

### Drugo pjevanje
Nije poznato gdje se točno u tekstu sačuvanih fragmenata nalazi granica između prvog i drugog pjevanja, no svakako su bar neki od Eolovih potomaka bili obrađeni u drugom pjevanju. Historijat obitelji Perijera, Dejona i Sizifa (tim redoslijedom) vjerojatno se nalazio u drugom pjevanju jer se čini da u prvome nije ostalo dovoljno mjesta da bi se one mogle tamo obraditi kao cjelovita skupina nakon Nelejeve i Pelijine djece. Ranije se smatralo da je na početku drugog pjevanja bila obrađena Atalanta, no nedavno objavljeni dokazi dovode to gledište u sumnju.
Perijerova obitelj bila je vezana za Meseniju. Njegov sin Leukip imao je nekoliko kćeri, no posebno je detaljno obrađena samo Arsinoja. Ona je Apolonu rodila Asklepija, koga je Zeus usmrtio. Razbješnjen, Apolon je usmrtio Kiklope, nakon čega ga je Zeus htio baciti u Tartar, no tad se umiješala Leto i uredila da, umjesto smrtne kazne, Apolon mora raditi kod Admeta. Odmah nakon Asklepija slijedi priča o Asterodiji, kćeri Dejonovoj. Ona je Foku rodila Kriza i Panopeja; dvojica braće nisu se slagala, a prvi put su se posvadila još dok su bili u maternici. Druga Dejonova kći, Filonida, rodila je Apolonu Filamona, a Hermesu Autolika. Filamon je imao sina Tamirija; Autolik, djed Odisejev, bio je vješt kradljivac, koji je mogao promijenti obličje svog plena i tako izbjeći otkrivanje. Rođenje Autolikove kćeri Polimele, majke Jazonove, bilo je, kako se čini, obrađeno netom prije priče o Mestri, kćeri Erisihtona iz Tesalije.
Priča o Mestri jedan je od najbolje očuvanih i najviše izučavanih odjeljaka Kataloga. Mestra je imala sposobnost po svojoj se volji preobražavati u razna bića, što je njezin otac Erisihton koristio za borbu s nezasitom glađu od koje je stalno zgarao, zbog čega je dobio nadimak Aithon (Αἴθων = "Gorući"). On bi Mestru dao za ženu onome tko je platio ugovorenu cijenu, a onda bi se ona vratila kući u nekom drugom obličju. Najznamenitija žrtva ove podvale bio je Sizif, koji, usprkos svoj svojoj lukavosti, nikako nije mogao zadržati svoju nesuđenu snahu. Između Sizifa i Erisihtona izbio je spor, koji nijedan smrtnik nije mogao razriješiti te je slučaj predan drugom sucu. Tekst je na tom mjestu oštećen, te ostaje nepoznato tko je taj sudac bio i kako je razriješio sukob. Nejasno je kako je ova presuda razriješila spor oko Mestre, vjeruje da je Sizif prvobitno uzeo Mestru na kredit, a Erisihton tvrdi, sad kad je kći ponovo u njegovom posjedu, da posao nije finaliziran. Prema Westovom mišljenju, Erisihton je po presudi morao za kaznu nešto dati Sizifu. Casanova (1977) vjeruje da je Sizif platio za Mestru, da Erisihton sad traži izmjenu dogovora i da je presuda bila na Erisihtonovu štetu. Druge pretpostavke mogu se pronaći kod Ormand (2004, str. 334–6).}} no Sizif na kraju ne dobiva ono što je želio, jer Mestra nije rodila djecu njegovom sinu Glauku. Umjesto toga, Posejdon je prenosi na otok Kos, gdje mu rađa Euripila. Euripilovi potomci vladaju ovim otokom, za koji saznajemo, u kratkoj aluziji na Heraklove pustolovine, da će ga ovaj veliki junak opustošiti. Naime, vraćajući se od Troje, koju je bio napao da bi se dokopao Laomedontovih konja, Heraklo je navalio na Kos, a zatim se priključio gigantomahiji.
Priča o Mestri završava se tako što se ona vraća u Atenu da se stara o svome ocu, no pjesnik zadržava pozornost na Sizifu, pa su on i njegov sin glavni muški likovi u priči o Eurinomi, koja slijedi iza Mestre. Eurinoma je bila mudra i lijepa i za učiteljicu je imala samu božicu Atenu. Sizif joj je pokušao ukrasti stado, no Zeus se umiješao i to spriječio. No Sizif je kod Eurinome postigao ono što mu kod Mestre nije pošlo za rukom: naime, brak s njegovim sinom Glaukom. Međutim, ponovo su se umiješali bogovi, te je ona rodila Belerofonta Posejdonu, koji je svome sinu darovao krilatog konja Pegaza, uz čiju će pomoć Belerofont ubiti Himeru. U Ilijadi taj je pothvat izvršen po nalogu Protejeva tasta Jobata, a u Katalogu, kako se čini, iza njega odmah slijedi Belerofontovo vjenčanje s jednom od kćeri ovog likijskog kralja.

#### Inahovo potomstvo
U Pseudo-Apolodorovoj Biblioteci potomci Inaha opisani su nakon Deukalionovih, i čini se da je isti redoslijed bio primijenjen u Katalogu, pri čemu je moguće da su Inahovi potomci uvedeni preko uvodne priče o Niobi, unuci riječnoga boga Inaha. Ona je Zeusu rodila Arga, eponima grada Arga, koji je, pak, imao sina Pirena, a ovaj kćer Iju. Zeusova ljubav prema Iji bila je obrađena u Katalogu, s obzirom na to da antički autori navode varijantu tog mita iz ove pjesme kad objašnjavaju zašto je "u ljubavi sve dozvoljeno":
| Otad je položio zakletvu, ljudima nemoguću, u vezi s tajnim djelima Ciprankinim. | ἐκ τοῦ δ' ὅρκον ἔθηκεν ἀποίνιμον ἀνθρώποισι νοσφιδίων ἔργων πέρι Κύπριδος. |

"Tajna djela" Zeusa i Ije proizvela su jednog sina, Epafa, koji će pak dobiti kćer Libiju. Obitelji njezina dva sina, Agenora i Bela, bile su potanko obrađene, i to Agenorova loza u trećem pjevanju, a Belova odmah po njegovu rođenju. Bel je imao kćer, Troniju, koja je Hermesu rodila Araba (eponimnog heroja Arabije); Belovi su sinovi bili Egipt i Danaj.
Na ovom je mjestu bio obrađen mit o masovnom vjenčanju pedesetorice Egiptovih sinova s pedeset Danajevih kćeri, no od njega u Katalogu nije sačuvano gotovo ništa. Danaj i njegove kćeri pobjegli su u Arg, gdje su uveli praksu kopanja bunara, "od bezvodnog Arga načinivši punovodni Arg" (Ἄργος ἄνυδρον ἐὸν Δανααὶ θέσαν Ἄργος ἔνυδρον). Egiptovi sinovi krenuli su u Grčku za Danajevim kćerima kako bi ih prisilili na brak; u prevlađujućoj varijanti mita, jedino je Hipermnestra pristala i Egiptovom sinu Linkeju rodila Abanta, čiji su sinovi bili Akrizije i Pret. Pretove kćeri (Pretide) uvrijedile su nekako Heru ili Dioniza ili oba božanstva te su kažnjene ludilom, koje nije mogao izliječiti nitko osim proroka Melampoda, za što je Abant njega i njegova brata Bijanta nagradio tako što je svakome dao u vlast po jednu trećinu svoje zemlje u Argu. Akrizijeva je kći bila Danaja. Njezin odnos sa Zeusom, koji joj se približio u obličju zlatne kiše, te rođenje Perzeja i njihov bijeg u kovčegu (larnaksu) ukratko su ispričani, a jednako brzim slijedom spominju se rođenja Perzejevih i Andromedinih sinova Alkeja, Stenela i Elektriona.

### Treće pjevanje
Granica između drugog i trećeg pjevanja predstavlja poseban problem za rekonstrukciju Kataloga. Jedna sholija uz Teokrita, Idila 3.40, kako se čini, smješta priču o Atalanti u "Heziodovo treće pjevanje", a taj način citiranja govoto se sigurno odnosi na ovu pjesmu. Jedan papirus završava se nečim što nalikuje početku prvog stiha priče o Atalanti, a tome slijedi simbol "paragraphos", koji označuje neku promjenu u tekstu, i potom praznina, što sugerira da taj stih predstavlja reclamans, kako se naziva stih kojim počinje idući dio teksta, a ponovljen je na kraju prethodnog odjeljka, da bi čitatelj mogao lakše pratiti redoslijed; jedan drugi papirus (na slici) bez dvojbe sadrži krajeve nekoliko prvih stihova iz odjeljka o Atalanti, ispred kojih se nalazi praznina, što ukazuje na mogućnost da se radilo o početku novog pjevanja. Kombinacija ova dva fragmenata dala bi ovakav tekst:
| ili kakva je [nadaleko] slavna kralja Sh[eneja] [kći, ... ] brzonoga Atalanata [ ... ] koju je krasio sjaj Haritâ | ἠ' οἵη Σχ[οινῆος ἀγακλε]ιτοῖο ἄνακτος ̣ ̣]σι ποδώκης δῖ' Ἀταλάν[τη ̣ Χαρί]των ἀμαρύγματ' ἔχο[υσα |

Slijedi najopširnija i najuzbudljivija epizoda u Katalogu od svih koji su nam se sačuvali iz antike. Atalanta je željela izbjeći brak, no zbog njezine ljepote progonio ju je cijeli niz prosaca. Njezin otac Shenej obećao je njezinu ruku onome tko je pobijedi u utrci uz jedan dodatni uvjet: tko kod prihvati izazov i izgubi kaznit će se smrću. Afrodita je jednom od natjecatelja, Hipomenu, dala tri zlatne jabuke da s pomoću njih pokuša omesti djevojku u trčanju; on je u trku bacio te jabuke i preklinjao Atalantu za milost. Treća jabuka konačno je postigla cilj, no Hipomenu i Atalanti nije bio suđen sretan život: Zeusovom voljom Atalanta je preobražena u lavicu jer je vidjela "što nije dopušteno vidjeti", što se vjerojatno odnosi na to da je neovlašteno ušla u neki sveti prostor. Tu se priča o Atalanti prekida, a i dalje je nepoznato gdje se i kako ovaj odjeljak točno uklapao u Katalogu. Moguće je i to da je smještanje ove priče u treće pjevanje jednostavno netočno i da je mit o Atalanti bio obrađan u okviru Atamantove obitelji u prvom ili drugom pjevanju. Druga mogućnost jest da je Atalanta bila obrađena u okviru obitelji njezine majke. Tko je ona prema Katalogu bila nije poznato, no prema ovoj hipotezi Atalanta se mogla pojaviti u pregledu Inahova potomstva, nakon priče o Danaidama, u okviru šire Belove obitelji.

#### Agenorovo potomstvo
U Katalogu i kasnijoj mitografskoj predaji obitelj Belova brata Agenora predstavljala je "neku vrstu skladišta tuđinaca i izbjeglica". Njegov sin Fenik bio je eponimni heroj Fenikije, a kako su Cefej i Kadmo također bili njegovi sinovi, Agenoridi su bili prisutni i u Etiopiji i Tebi. Feniku je Alfesibeja rodila Adonisa. Kasiopeja mu je rodila Fineja, a možda je bila i majka Fenikove kćeri Europe, no njezina je majka mogla bila i Telefasa, kako se pripovijeda u Moshovom epiliju Europa.
Priča o Europi, koja je dobro poznata iz kasnije antičke i potonje književnosti, pojavljuje se i u Katalogu uglavnom u svom uobičajenom obliku. Zeus je primijetio Europu dok je ona s nekim prijateljicama brala cvijeće na livadi. Bog se preobrazio u bika koji je mirisao na šafran i u tom je obličju oteo Europu i na leđima je prenio na Kretu. Tamo mu je rodila Minosa, Radamanta i Sarpedona, a Zeus joj je dao ogrlicu koju je napravio Hefest i koja će se pojaviti u tebanskoj priči o Harmonijinoj ogrlici. Sarpedon je vladao Likijom i, kako se čini, Zeus mu je darovao život koji se protezao tijekom tri uobičajene ljudske generacije. Ukratko je opisana njegova smrt kod Troje i krvava kiša koju je Zeus zato poslao. Minos je vladao Kretom nakon svog očuha Asteriona. Posejdon je iz mora poslao jednog bika, koji je spavao s Minosovom ženom Pasifajom i tako je začet Minotaur. Minosu je Pasifaja rodila Deukaliona, Katreja, Androgeja i Eurigijeja, premda se posljednja dva imena možda odnose na istu osobu. Tu je bila i makar jedna kći, Arijadna, s obzirom na to da mit o smrti Androgeja–Eurigijeja u Ateni i potonje žrtvovanje atenske omladine Minotauru pretpostavlja Tezejev put na Kretu i Arijadnino sudioništvo u ubojstvu tog čudovišta.
Finej je proputovao još i više svijeta no njegova sestra Europa i njegov je historijat u Katalogu predstavljao pravo malo remek-djelo, koje je spektakularno završavalo geografski raznoliku Inahovu lozu. Finej je vladao u Trakiji, ali su ga otele Harpije. Zet i Kalej, sinovi Boreje, boga sjeverca, krenuli su u potjeru za njima na kraj svijeta. Pjesnik popisuje mnoge od dalekih i egzotičnih naroda s kojima se susreću tijekom potjere, a među njima su bili: "Podzemnici" (Katoudaioi), Pigmeji, "Crnci" (Melanes), Etiopljani, Libijci, "konjomusci" Skiti, "Polupsi" (Hemikynes) te "Dugoglavi" (Makrokefali) i Grifoni. Efor je ovu epizodu nazvao "putom oko svijeta" (Γῆς Περίοδος / Gês Períodos), a ranije se mislilo da se taj naziv odnosi na neko zasebno djelo, koje je pogreškom bilo pripisano Heziodu. To je gledište definitivno odbačeno 1911. godine, kad je objavljen jedan opširan papirusni fragment (na slici) koji sadrži tu epizodu, a koji se nalazio u istom svitku u kojem je bio i tekst s gore opisanim mitom o Europi.

#### Arkadija
Nakon dijela o Inahovu potomstvu možda je dolazio odjeljak koji je opisivao arkadske potomke Pelazga i Arkada. Pelazg, prvi stanovnik Arkadije, bio je autohton; imao je sina Likaona, koga mu je rodila ili oceanida Melibeja ili Kilena, oreada arkadske planine Kilene, koja se i danas tako zove. Pedesetorica bezbožnih Likaonovih sinova navukli su gnjev Zeusa, koji ih je sve uništio, osim Niktima. Većina osoba iz Arkadije koje se potom obrađuju potječe od Arkada, koji je bio sin Zeusa i Kaliste, jedne lokalne nimfe. Jednu poznatu varijantu priče o njezinoj pretvorbi u zvijezdu pripisao je "Heziodu" Pseudo-Eratosten, no tu se možda mislilo na Astronomiju, pjesmu koja je u antici također listom pripisivana Heziodu. Arkad je imao najmanje dva sina: Elata i Afidanta. Elat je imao sina Epita, čiji će, pak, sinovi biti Tlesenor i Piritoj; Afidant je bio otac Stenebeje, supruge Pretove, i Aleja. Alejeva kći Auga iz nekog je razloga bila povjerena na brigu Teutrantu u Miziji, gdje je spavala s Heraklom i rodila mu Telefa. Telef je vladao Mizijom kad je tu slučajno pristala grčka flota na putu ka Troji i upustila se u borbu sa sunarodnicima "Ahejcima".

#### Atlantovi potomci
U Biblioteci nakon arkadskih genealogija odmah dolazi opis Atlantova potomstva, a zna se da je taj redoslijed bio isti i u Katalogu jer drugi fragmenti papirusnog svitka koji sadrži mit o Telefu govore o obiteljima Atlantovih kćeri: Tajgete, Elektre, Alkione, Sterope, Kelene, Maje i Merope. Maja je Zeusu na planini Kileni rodila Hermesa. I Tajgeta je spavala sa Zeusom i rodila mu Lakedemona, od koga je vodila porijeklo većina Spartanaca, među njima Tindarej, otac Helenin, i Penelopa, supruga Odisejeva. I Elektra je imala djecu sa Zeusom, kome je rodila Dardana, rodonačelnika trojanske loze, i Eetiona, koji je kažnjen smrću jer je spavao s Demetrom. Dardanovi su sinovi bili Erihtonije i Ilos. Hirijej i Hiperet bili su sinovi Posejdona i Alkione. Njezin historijat sadržavao je i priču o Hirijejevoj kćeri Antiopi, koja je Zeusu rodila Amfiona i Zeta. Hiperetova kći Aretuza spavala je s Posejdonom i bila preobražena u izvor vode na Eubeji, ali mu je prije toga rodila Abanta, eponimnog heroja eubejskog plemena Abantida. Njegova loza ide do Elefenora, koji je predvodio Abantide u trojanskom ratu. Steropa je Aresu rodila Enomaja, no ta je tema možda bila obrađena tek u četvrtom pjevanju kao dio odjeljka o obitelji Pelopa i Enomajeve kćeri Hipodamije.

### Četvrto pjevanje
Prije otkrića većeg broja papirusnih fragmenata najduži poznati odlomak iz Kataloga potjecao je iz Štita Heraklova, čijih je prvih 56 stihova posuđeno iz četvrtog pjevanja Kataloga, kako navodi jedna sholija uz Štit. Ovaj odjeljak, koji donosi priču o Alkmeni, govori o tome kako je ona otišla u Tebu sa svojim suprugom Amfitrionom, koji nije s njom smio voditi ljubav sve dok nije osvetio smrt njezine braće, koji su poginuli od ruke Tafljana i Telebojana. Dok se Amfitrion vraćao s tog osvetničkog zadatka, Zeus se približio Alkmeni i spavao s njom, a potom je po povratku kući iste te noći to učinio i sam Amfitrion. Zeusu je Alkmena rodila Herakla, a Amfitrionu Ifikla.
Alkmena pripada Pelopidima (njena majka Lizidika bila je kći Pelopa i Hipodamije), a i odjeljci prije priče o njoj također obrađuju Pelopove potomke. Tri Pelopove kćeri udale su se za Perzejeve sinove: Lizidika se udala za Elektriona, Nikipa za Stenela, a Astidamija za Alkeja. Kći Nikipe i Stenela, Astimeduza, udala se za Edipa, a na pogrebnim igrama priređenim u njegovu čast Edipov sin Polinik zapao je za oko svojoj budućoj ženi, Argeji, kćeri Adrastovoj. Pelopov sin Atrej bio je otac Plistena, koji je, kako kaže Katalog, a suprotno poznatijoj genealogiji, bio otac Agamemnona i Menelaja. Njihova je majka bila Eropa, kći Katrejeva, i o njihovom se rođenju govorilo u stihovima koji neposredno prethode odjeljku o Alkmeni.
Osim Pelopove loze i onoga što je sačuvano o Atlantovu potomstvu – gdje Pelopidi u krajnjoj liniji i pripadaju – malo se sa sigurnošću zna o daljnjem sadržaju četvrtog pjevanja. Moguće je da se ovdje nalazio "atenski" dio, uključujući razne autohtone kraljeve Atene i Kekropove kćeri. Iznesena je pretpostavka da je tu obrađena i jedna obitelj koja potječe od riječnoga boga Azopa, i to na temelju prisutnosti "nekoliko osoba ili obitelji za koje drugi izvori govore da vode porijeklo od Azopovih kćeri". Najvažnija obitelj koja bi pripadala tom dijelu jest obitelj Azopove kćeri Egine, eponimne nimfe otoka Egine, koja je spavala sa Zeusom i rodila mu Eaka. Strahujući da će Eak biti usamljen na svom otoku, Zeus je sve mrave na Egini preobrazio u ljude i tako začeo pleme Mirmidonaca (od grčke riječi μύρμηξ, mýrmēx = "mrav"). Tom plemenu pripadao je i Ahilej, najznamenitiji grčki junak pod Trojom, a tako i njegov otac Pelej i ujaci Telamon i Menetije.

### Peto pjevanje
Posljednje se pjevanje razlikuje po tome što je u njemu očito napuštena genealoška struktura prva četiri pjevanja. Peto pjevanje počinjalo je katalogom Heleninih prosaca, dugim gotovo 200 stihova, koje je po stilu nalikovalo katalogu brodova u drugom pjevanju Ilijade. Premda je sasvim moguće da je cijeli katalog sadržavao popis 25 do 30 prosaca, u sačuvanim fragmentima samo ih se dvanaestorica spominje po imenu. Iz Arga su Helenu pokušali pridobiti Amfiloh i Alkmeon, sinovi Amfijaraja, no možda se nikad nisu mogli priključiti samom natjecanju jer su bili kažnjeni za ubojstvo svoje majke Erifile. Pametan kao i uvijek, Odisej nije poslao darove, nego je jednostavno poslao izaslanike Kastoru i Polideuku, jer je znao da će u konačnici Menelaj izići kao pobjednik. Toant nije bio tako mudar te je, nadajući se osvojiti Helenu, dao na dar mnoge ovce i krave. Iz Filake mnogo darova poslali su Podark i Protesilaj, koji su u Katalogu žena predstavljeni kao rođaci, a ne braća, kao u Homerovom katalogu brodova. Atenjanin Menestej poslao je mnogo zlatnog posuđa i tronožaca, uvjeren da je upravo on najbogatiji od svih heroja. Ajant se Heleni udvarao sa Salamine, obećavajući osvojiti okolne zemlje i dati ih njoj na dar. Idomenej se sam uputio na dugi put s Krete, premda je za Heleninu ljepotu znao samo iz druge ruke.
Prije nego što je donio odluku, Tindarej je sve prosce pozvao da polože zakletvu vjernosti: ako bi ikad netko silom oteo njegovu kćer, svi ostali prosci moraju se osvetiti otmičaru. S time su se svi prosci spremno složili, sigurno i zato što je svaki od njih vjerovao kako će Helena pripasti upravo njemu. Na tom se mjestu katalog prosaca završava, a tek što je spomenuo Menelajev uspjeh kod Helene, pjesnik uvodi Ahileja zato što je bio najveći heroj u priči o Troji i zato što je odigrao središnju ulogu u Zeusovu planu da privede kraju vrijeme heroja. Uz Agamemnonovu pomoć Menelaj je ponudio najveću cijenu braka, no da je Ahilej kojim slučajem već bio punoljetan, on bi svakako bio taj koji bi osvojio Heleninu ruku, "jer ga ne bi mogli poraziti ni ratoborni Menelaj ni bilo koji drugi čovjek na svijetu". Ali Ahilej nije bio nazočan te je Menelaj osvojio ruku Helene, koja mu je rodila Hermionu.

#### Kraj herojskog doba
Brak Helene i Menelaja dovodi do trojanskog rata, događaja koji u konačnici rezultira koncem herojskog razdoblja, no okolnosti u vezi s tim prijelazom između dva razdoblja nisu u Katalogu do kraja jasne. Odmah poslije Hermionina rođenja nastaje sukob između bogova, a Zeus kuje plan za stvaranje nevolja čovječanstvu. Točno značenje tog plana ostaje nejeasno jer je tekst oštećen, a predloženo je nekoliko tumačenja, od kojih je općenito najviše prihvaćeno ono po kojemu Zeus planira uništiti velik broj ljudi tako što će na zemlju poslati rat, a heroje skloniti da provode život u uvjetima nalik na zlatno doba. Premda drugom tumačenju, Zeus kani uništiti rod heroja i vratiti na snagu raniji poredak u svijetu, kad su božanstva vodila ljubav samo međusobno, a ne sa smrtnicima. U svakom slučaju, najavljuje se neka velika promjena, a u posljednjem fragmentu čije se mjesto u Katalogu može pouzdano utvrditi, ocrtano je nekoliko zagonetnih slika. Diže se velika oluja koja potresa čovječanstvo:
| S visokih drveća k zemlji jureći mnogi su lijepi listovi pali; na zemlju plodovi padoše dok Boreja po Zeusovom nalogu puhaše silno. More se podiže i sve se od toga zatrese, snaga smrtnika klecnu, plodovi se smanjiše, na proljeće, kad u brdima zmija rađa troje djece u trećoj godini u procjepu Zemlje. | πο⌋λλὰ δ’ ἀπὸ γλωθρῶν δενδρέων ἀμύοντα χαμᾶζε χεύετο καλὰ πέτηλα, ῥέεσκε δὲ καρπὸς ἔραζε π]νείοντος Βορέαο περιζαμενὲϲ Διὸς αἴσηι, ο]ἴδεσκεν δὲ θάλασσα, τρόμεσκε δὲ πάντ’ ἀπὸ τοῖο, τρύχεσκεν δὲ μένος βρότεον, μινύθεσκε δὲ καρπός, ὥρηι ἐν εἰαρινῆι, ὅτε τ’ ἄτριχος οὔρεσι τίκτει γ]αί[η]ς ἐν κευθμῶνι τρίτωι ἔτεϊ τρία τέκνα. |

Ovi stihovi, koje je West nazvao "najljepšim pjesničkim odlomkom koji je zasad poznat iz Kataloga", mogu se usporediti s Kalhantovim proročanstvom u drugom pjevanju Ilijade, gdje se kroz prikaz jedne zmije koja proždire devet vrabaca predskazuje devet godina neuspješnog opsjedanja Troje. Ovdje "ona bez dlaka" (ἄτριχος), što je oznaka za zmiju, rađa ono što se doima prvim od tri niza trojki, a u nastavku sve teže čitljivog teksta zmija odbacuje svoju kožu, što predstavlja regeneraciju koja će nastupiti kad se herojsko doba završi i svijet bude predan smrtnicima.

### Nerazvrstani i sporni fragmenti
Mnogi fragmenti čija je pripadnost Katalogu pouzdano utvrđena, od kojih su neki znatne dužine, ne mogu se točno locirati unutar pjesme bilo zato što im je sadržaj previše nejasan bilo zato što se oni mogu odnositi na različite pojedince ili genealogije, kojima je također teško utvrditi točno mjesto u okviru ovih pet pjevanja.

#### Cirena
Mjesto na kome je bila ispričana priča o Cireni u okviru ove pjesme važno je ne samo zbog njezina sadržaja; naime, ako je ta priča bila povezana s gradom Cirenom u drevnoj Libiji, onda se kao terminus post quem za sastavljanje Kataloga može postaviti 631. pne., što je približna godina osnutka toga grada. Pindar, Pitijska oda 9, priča kako je Apolon vidio Cirenu gdje lovi u rodnoj Tesaliji i odmah se u nju zaljubio. Bog tad ode u spilju mudroga kentaura Hirona i upita ga tko je ona i bi li bilo pametno zbližiti se s njom. Hiron odgovara kako je suđeno da Apolon i Cirena vode ljubav te da će je on prenijeti preko mora, gdje će ona vladati jednim dijelom zemlje i roditi mu sina, Aristeja. Jedna sholija uz tu odu tvrdi da je "Pindar tu priču uzeo iz Heziodovih Eeja" (ἀπὸ δὲ Ἠοίας Ἡσιόδου τὴν ἱστορίαν ἔλαβεν ὁ Πίνδαρος) i prenosi uvodne stihove tog odjeljka (Cat. fr. 215):
| ili kakva je ona u Ftiji, s ljepotom od Harita, ona što je kod vode Penejeve živjela, Cirena | ἠ' οἵη Φθίηι Χαρίτων ἄπο κάλλος ἔχουσα Πηνειοῦ παρ' ὕδωρ καλὴ ναίεσκε Κυρήνη |

Richard Janko, koji smatra da je Katalog nastao oko 690. pne., tvrdi da nije poznato u kojoj se mjeri Pindar oslanjao na ovaj heziodovski tekst te da, čak ako Apolon i jest prenio Cirenu u Libiju, to ne mora nužno pretpostavljati osnutak istoimena grada. Drugi tvrde da je sholija nejasna u vezi s time u kojoj se točno heziodovskoj pjesmi govorilo o Cireni, u Katalogu ili u Velikim Eejama: ova druga pjesma možda je sadržavala neku priču nalik onoj kod Pindara, dok je ona prva možda nudila drukčiju varijantu mita, ako je Katalog uopće i obrađivao priču o Cireni. Međutim, pretpostavka da Cirene u Katalogu uopće nije bilo teško bi se uklopila u druge podatke, jer bi to vjerojatno značilo i izmještanje dva fragmenta o Aristeju, koja se tradicionalno drže dijelom Kataloga, s obzirom na to da se njegov sin Akteon pouzdano pojavljivao u ovoj pjesmi.

#### Akteon
Zna se da je mit o Akteonu bio ispričan u Katalogu zbog parafraze koja je pronađena u jednom fragmentarno sačuvanom leksikonu pretvorbi. Prema tom leksikonu, u Katalogu se nalazila jedna varijanta mita u kojoj je Artemida preobrazila Akteona u jelena, a zatim su ga njegovi vlastiti psi rastrgli jer je pokušao za ženu uzeti Semelu, čime je razgnjevio Zeusa, koji joj se i sam htio približiti. Prije pojave ovog svjedočanstva, Edgar Lobel objavio je jedan drugi papirus s 21 heksametrom u vezi s mitom o Akteonu i uvjetno ga priključio Katalogu. Na početku tog fragmenta nalazimo da su Akteona već rastrgnuli njegovi psi, a neka božica stiže kod Hironove spilje – Atena ili, manje vjerojatno, Artemida. Božica proriče kentauru da će Semela roditi Dioniza i da će Akteonovi psi lutati s njim po brdima sve do njegove apoteoze, nakon čega će se vratiti Hironu. Na tom je mjestu papirus oštećen, no jasno je da su psi izliječeni od "ludila" (λύσσα, lyssa, stih 15) i da počinju oplakivati svoga gospodara dok se božica vraća na Olimp. Merkelbach i West nisu ovaj papirus uključili u svoje izdanje ovog fragmenta, a West ga je nazvao "nesuvislom epskom smjesom" i prokomentirao da bi se autor Kataloga "okrenuo u svom grobu kad bi znao da ga pripisuju njemu". Prema Glennu Mostu, neki filolozi vjeruju da je taj tekst nastao tek u helenističko doba, no on je očito arhaičan, i bar neki filolozi smatraju ga danas dijelom Kataloga.

## Datiranje i autorstvo
Katalog su u antici gotovo bez iznimke smatrali Heziodovim djelom. S druge strane, Pauzanija piše da Beoćani koji u njegovo vrijeme žive oko planine Helikona vjeruju da su samo Poslovi i dani izvorno Heziodovo djelo, a da su i prvih deset stihova u toj pjesmi (tzv. "himnu Zeusu") držali dvojbenim. Jedini drugi izraz sumnje koji posjedujemo nalazi se kod Elijana, koji za broj Niobine djece citira "Hezioda", ali odmah dodaje i ovu napomenu: "osim ako ove riječi nisu Heziodove, nego su lažno došle pod njegovim imenom, kakav je slučaj s mnogim drugim odjeljcima". No, Elijanova skepsa mogla je potjecati i od vjerovanja, koje je još i danas rašireno, da je heziodovsko pjesništvo bilo naročito podložno interpolaciji, a nemoguće je reći je li on čitav Katalog smatrao dvojbenim po pitanju Heziodova autorstva ili nije. U svakom slučaju, ova dva navoda su usamljena, a pronicljiviji kritičari kao što su Apolonije Rođanin, Aristofan Bizantinac i Kratet iz Mala očito nisu imali nikakvog razloga sumnjati u Heziodovo autorstvo, pa su čak i citirali Katalog kad su raspravljali o sadržaju i autentičnosti drugih pjesama koje su sačuvane pod Heziodovim imenom.
U moderno vrijeme znanstvenici nisu dijelili ovo uvjerenje svojih helenističkih prethodnika, a danas se općenito smatra da je Katalog sastavljen u vrijeme nakon Hezioda. Kako se za Hezioda pretpostavlja da je živio krajem 8. i početkom 7. st. pne., već i samo na temelju priče o Cireni moglo bi se zaključiti da ova pjesma nije njegova. S druge strane, pregled epskog jezika koji je sastavio Richard Janko sugerira da je Katalog nastao vrlo rano, gotovo istodobno s Heziodovom Teogonijom, i Janko ne vidi nikakav razlog zašto Katalog ne bi mogao biti djelo istog pjesnika koji je sastavio Teogoniju i koji "sebe zove Heziod". Međutim, druga nit kritičkog gledišta – koja sačuvane homerske i heziodovske pjesme smatra završnim produktima rapsodske prekompozicije u okviru tradicije usmene književnosti – cijenila bi da je od jedne početne heziodovske jezgre Katalog dobio svoj konačni oblik dugo nakon razdoblja u koje se Heziod obično smješta. Takav bi scenarij mogao objasniti neke navodne anakronizme u mitografiji i jezičnim značajkama pjesme, ali bi zaobišao pitanje odnosa između Kataloga u obliku u kojem nam je sačuvan i šireg korpusa stare grčke epike.
Na temelju književne, jezične, kulturološke i političke analize West drži da je neki atenski pjesnik "sastavio Katalog žena i priključio ga Heziodovoj Teogoniji kao heziodovsko djelo" negdje između 580. i 520. pne., no vjeruje da je taj raspon moguće i suziti na razdoblje nakon 540. pne. Na primjer, on u braku Ksuta i jedne od Erehtejevih kćeri vidi pokoravanje cijele Jonije Ateni, s obzirom na to da je iz te veze proizišao eponimni heroj Ijon. Slično tome, Sikion je predstavljen kao Erehtejev sin (fr. 224), što West drži odrazom nastojanja tiranina Klistena iz Sikiona da Sikion približi jonsko-atenskoj sferi utjecaja, dok je dotad taj polis bio tradicionalno bliže povezan s dorskim Argom. Prema Westovom mišljenju, s pomoću ovih i sličnih usporedbi može se uspostaviti terminus post quem oko 575. pne., no on preferira kasniji datum jer pretpostavlja da su stihovi u Teogoniji 965–1020, koje smješta u drugi dio 6. stoljeća, nastali u isto vrijeme kad je sastavljen i Katalog.
Westovi su argumenti izvršili vrlo snažan utjecaj, ali drugi filolozi došli su do drukčijih zaključaka na temelju istih podataka. Fowler misli da genealogija Sikiona radije ukazuje na vrijeme prije Klistenove smrti (oko 575. pne.) i datira Katalog u razdoblje ne mnogo poslije prvog svetog rata, povezujući sadržaj pjesme s rastućim utjecajem Amfiktionskog saveza i locirajući njezina autora u eolsku Tesaliju zbog eolskih genealogija usredotočenih na tu oblast, koje dominiraju prvim dijelovima spjeva. S druge strane, Hirschberger smatra da ta usredotočenost na Eolovo potomstvo i navodno pjesnikovo zanimanje za istočne narodne prije ukazuju na nekog pjesnika iz Eolide u Maloj Aziji; ona postavlja tezu da je Katalog sastavljen između 630. i 590. pne., smatrajući da konačni terminus ante quem postavljaju pjesma Štit Heraklov i jedna moguća aluzija na Katalog koja se nalazi kod Stezihora (umro oko 555. pne.).

## Značaj i utjecaj
Najsnažniji utjecaj Katalog je izvršio tijekom helenističkog razdoblja, kad su tu pjesmu kao svojevrsno mjerilo izvan homerskoga korpusa koristili pjesnici koji su više voljeli pronalaziti manje poznata antikvarska djela nego se neposredno baviti istaknutijim članovima kanona. Najznamenitija aluzija na Katalog nalazi se u Hermesijanaktovoj Leontiji, koja je uključivala i katalog osoba značajnih za književnost i njihovih ljubavi, počevši od Orfeja i Agriope (poznatije kao Euridika), sve do autorovih suvremenika, među kojima je bio i njegov učitelj Fileta s Kosa. Autor se često na šaljiv način bavi svojim junacima: Homera, na primjer, prikazuje kako se pribija uz Penelopu. Neposredno prije Homera nalazi se dio o Heziodu:
| I kažem da je, svoj beotski dom ostavivši, Heziod, posjednik čitave povijesti, tužan u askrijsko naselje kod Helikona prešao: tamo je, askrijskoj se Eeji udvarajući, mnogo propatio i sve po znanju knjige napisao u znak sjećanja, počevši od prve devojke. | φημὶ δὲ καὶ Βοιωτὸν ἀποπρολιπόντα μέλαθρον Ἡσίοδον πάσης ἤρανον ἱστορίης Ἀσκραίων ἐσικέσθαι ἐρῶνθ' Ἑλικωνίδα κώμην• ἔνθεν ὅ γ' Ἠοίην μνώμενος Ἀσκραϊκὴν πόλλ' ἔπαθεν, πάσας δὲ λόγων ἀνεγράψατο βίβλους ὑμνῶν, ἐκ πρώτης παιδὸς ἀνερχόμενος. |

Ovdje je formula ē' hoiē pretvorena u žensko ime, a nesretni Heziod, koji u Poslovima i danima 639‒40 o svome domu u Askri govori s prezrenjem, postaje neki zbunjeni zaljubljeni momak. Fanoklo, suvremenik Hermesijanaktov, sastavio je, u elegijskim distisima, katalog mitskih pederastičnih odnosa pod naslovom Ljubavi ili Lijepi dječaci, gdje je svaka nova priča uvedena s pomoću formule ē' hōs (ἠ' ὡς) = "ili kao što". Nikenet sa Samosa, kasniji helenistički pjesnik, napisao je vlastiti Katalog žena, a i neki Sozikrat (ili Sostrat) iz Fanagorije spominje se kao autor djela pod naslovom Eeji (Ἠοῖοι), što je muški ekvivalent naslovu Eeje. Iako se najlakše prepoznaju aluzije na uvodnu formulu i katalošku strukturu, utjecaj Kataloga na helenističko pjesništvo nije bio ograničen samo na te aspekte: neposredno bavljenje mitovima izloženim u Katalogu bio je jedan od popularnih načina na koji su aleksandrijski pjesnici iskazivali svoju privrženost Heziodu.
U rimskoj književnosti pjesnici pozne republike i Augustova doba nastavili su aluzivni odnos s Katalogom kakav su prakticirali helenistički autori. Katul, pjesnik koji je jasno izrazio svoju privrženost Kalimahovoj poetici, najraniji je rimski autor za koga se može vidjeti da je u svom djelu koristio Katalog. U epiliju o svadbi Peleja i Tetide Katul aludira na teokseniju koju su početni stihovi Kataloga predstavljali kao važnu značajku herojskog razdoblja i na epitalamij obrađen u jednom od drugih pjevanja. U Eneidi Vergilije svoj katalog boraca završava odvažnom ratnicom Kamilom, aludirajući na heziodovsku priču o Ifiklovoj brzini "uz jedan nevjerojatno suptilan naklon tradiciji u najboljem stilu aleksandrijskog pjesništva". Ovidije se na Vergilijevu aluziju nadovezuje u Metamorfozama kad obrađuje mit o Atalanti, gdje Vergilijevu aluziju na Ifikla preinačuje tako da naglašuje heziodovski karakter vlastite pjesme naspram homerskog karaktera Eneide.

## Predaja i rekonstrukcija teksta
Nemoguće je reći kad je točno izgubljen posljednji cjelovit primjerak Kataloga. Pronađeni su fragmenti pedesetak antičkih primjeraka iz različitih razdoblja, od helenističkog pa sve do ranobizantskog. Jedna oznaka knjige, koja otprilike potječe iz stoljeća nakon posljednjeg papirusa Kataloga, popisuje ova djela u okviru jednog heziodovskog kodeksa iz 5. ili 6. stoljeća: Teogonija, Poslovi i dani i Štit, te se čini da je do tog vremena utvrđena ta bizantska trijada Heziodovih djela, na štetu drugih pjesama koje su dotad bile sačuvane pod njegovim imenom. Međutim, gubitak posljednjeg cjelovitog primjerka Kataloga nije značio i potpuni zaborav na ovu pjesmu, pa tijekom srednjeg vijeka bizantski autori kao što su Eustatije i Ivan Ceces citiraju Katalog iz fragmenata sačuvanih kod drugih antičkih pisaca. Drugi tragovi utjecaja ove pjesme manje su jasni: na primjer, vjeruje se da je Pseudo-Apolodorova Biblioteka, priručnik o grčkoj mitologiji nastao u rimskom razdoblju, koristila Katalog kao svoj glavni uzor u pogledu strukture izlaganja, premda se u samome tekstu to izrijekom ne spominje.
Prikupljanje i tumačenje heziodovskih fragmenata u moderno je doba započelo tijekom 16. i 17. stoljeća, naročito s izdanjima Heinsius (1603) i Graevius (1667). Najranije zbirke jednostavno su donosile antičke citate poredane po autoru koji ih navodi, a pokušaji prave rekonstrukcije načinjeni su tek u Lehmann (1828), Goettling (1831) i Marckscheffel (1840). Marckscheffel je prvi spoznao da su prvi dijelovi pjesme sustavno obrađivali Deukalionove potomke, no on je "Katalog žena" i "Eeje" držao dvama različitim djelima koja su naknadno spojena u jedno: Katalog je imao genealoški raspored građe, a Eeje su, prema Marckscheffelovom mišljenju, jednostavno govorile o mitovima u vezi sa znamenitim tesalskim i beotskim heroinama, od kojih je svaka bila uvedena formulom ē' hoiē. Kako je priča o Alkmeni osvjedočena u četvrtom pjevanju, Marckscheffel je iznio tezu da su pjevanja 1–3 pripadala "Katalogu", a pjevanja 4‒5 "Eejama".
U 19. stoljeću bilo je i drugih važnih zapažanja o genealoškoj strukturi Kataloga. Adolf Kirchhoff skrenuo je pozornost 1860. godine na mnoštvo informacija u vezi s Ijinom obitelji, lozom koja se može smjestiti u treće pjevanje zahvaljujući jednom antičkom citatu koji upravo tamo smješta Fineja, jednog od Ijinih potomaka. Katalog je po strukturi sve više nalikovao Biblioteci, no tek je Theodor Bergk izrijekom napomenuo (premda usput) da bi se ova pjesma mogla rekonstruirati uz pomoć tog mitološkog priručnika. Bergk i njegovi suvremenici još uvijek su većinom slijedili Marckscheffelov zaključak da su Katalog i Eeje dva više-manje različita teksta, i tek je Friedrich Leo 1894. konačno pokazao da se zapravo radi o dva naslova jedne iste pjesme.
Nekoliko godina prije Leove studije pronađen je prvi mali papirusni fragment, da bi u prvoj polovini 20. stoljeća bilo objavljeno nekoliko drugih komada, koji su značajno pridonijeli rekonstrukciji teksta Kataloga. Među tim fragmentima bilo je važnih odjeljaka, npr. katalog prosaca i epitalamij Peleja i Tetide, no malo je njih doprinijelo razumijevanju opće strukture pjesme. Pronalazak početka pjesme 1956. zapravo je rezultirao velikim nesporazumom, jer je popis bogova koji se nalazi u tom ulomku, a započinje Zeusom i ide preko božanskoga Herakla, naveo neke na zaključak kako Katalog nije bio organiziran prema genealoškom kriteriju, već su veze između bogova i heroina bile prikazane po bogovima. Šest godina kasnije, kad je objavljen 28. dio Oksirinhijskih papirusa, korpus papirusnih fragmenata heziodovskih pjesama se gotovo udvostručio, pri čemu lavovski dio materijala otpada upravo na Katalog. Novi papirusi definitivno su otklonili svaku sumnju da je cijela pjesma bila organizirana prema geanalogijama velikih obitelji, slično kao i Biblioteka, te da pjesnik nije formulu ē' hoiē koristio kao nasumični način uvođenja nove priče, nego kao sredstvo za organiziranje materijala u okviru jedne veće strukture.

## Izdanja i prijevodi

### Kritička izdanja
- Heinsius, D. 1603. Hesiodi Ascraei quae extant. Leiden
- Graevius, J.G. 1667. Hesiodi Ascraei quae extant. Amsterdam
- Robinson, T. 1737. Hesiodi Ascraei quae supersunt cum notis variorum. Oxford
- Gaisford, T. 1823. Poetae Minores Graeci. vol. 1. Leipzig |volume= sadrži dodatni tekst (pomoć)
- Dindorf, L.A. 1825. Hesiodus. Leipzig
- Lehmann, C. 1828. De Hesiodi carminibus perditis scriptio philologica. Berlin
- Goettling, C.W. 1831. Hesiodi carmina. Gotha
- Marckscheffel, G. 1840. Hesiodi, Eumeli, Cinaethonis, Asii et Carminis Naupactii fragmenta. Leipzig
- Goettling, C.W. 1843. Hesiodi carmina. 2. rev. izdanje. Gotha
- Lehrs, F.S. 1840. Hesiodi carmina. Paris
- Kinkel, G. 1877. Epicorum Graecorum fragmenta. vol. 1. Leipzig |volume= sadrži dodatni tekst (pomoć)
- Sittl, K. 1889. Ἡσιόδου τὰ ἅπαντα. Athens
- Rzach, A. 1902. Hesiodi Carmina. Leipzig
- Rzach, A. 1908. Hesiodi Carmina. 2. rev. izdanje. Leipzig
- Rzach, A. 1913. Hesiodi Carmina. 3. rev. izdanje. Leipzig. ISBN 3-598-71418-1
- Traversa, A. 1951. Catalogi sive Eoaearum fragmenta. Naples
- Merkelbach, R. 1957. Die Hesiodfragmente auf Papyrus. Leipzig
- Merkelbach, R.; West, M.L. 1967. Fragmenta Hesiodea. Oxford. ISBN 0-19-814171-8
- Merkelbach, R.; West, M.L. 1990. Fragmenta selecta.   F. Solmsen (ur.). Hesiodi Theogonia, Opera et Dies, Scutum. 3. rev. izdanje. Oxford. ISBN 0-19-814071-1
- Hirschberger, M. 2004. Gynaikōn Katalogos und Megalai Ēhoiai: Ein Kommentar zu den Fragmenten zweier hesiodeischer Epen. Munich & Leipzig. ISBN 3-598-77810-4

### Prijevodi
- Mair, A.W. 1908. Hesiod: the Poems and Fragments, Done into English Prose. Oxford  (Koristiti uz oprez, jer je bio zastario i kad je objavljen 1908.)
- Evelyn-White, H.G. 1936. Hesiod, the Homeric Hymns, and Homerica. Loeb Classical Library. no. 57. 3. rev. izdanje. Cambridge, MA. ISBN 978-0-674-99063-0 (Poveznica vodi na prvo izdanje 1914.) Engleski prijevod s grčkim tekstom na suprotnoj stranici; danas zastarjelo osim za prijevode citata iz antičkih izvora.
- Marg, W. 1970. Hesiod: Sämtliche Gedichte. Stuttgart Njemački prijevod.
- Arrighetti, G. 1998. Esiodo. Opere. Torino. ISBN 978-88-446-0053-2 Talijanski prijevod s grčkim tekstom na suprotnoj stranici; vjerno slijedi izdanja Merkelbacha i Westa.
- Most, G.W. 2006. Hesiod: Theogony, Works and Days, Testimonia. Loeb Classical Library. no. 57. Cambridge, MA. ISBN 978-0-674-99622-9 Uključuje i antička gledišta o Katalogu.
- Most, G.W. 2007. Hesiod: The Shield, Catalogue, Other Fragments. Loeb Classical Library. no. 503. Cambridge, MA. ISBN 978-0-674-99623-6 Engleski prihevod s grčkim tekstom na suprotnoj stranici; uzima u obzir veći dio suvremenih istraživanja.

## Vanjske poveznice
- Engleski prijevod zastarjelog izdanja Evelyn-White (1936) na Theoi Project.
- Grčki tekst izabranih fragmenata na Bibliotheca Augustana, temeljen prvenstveno na Merkelbach i West (1967) i Merkelbach i West (1990), ali uključuje i sporni fragment o Akteonu (Hirschberger (2004) fr. 103), premda nekih novih i ažuriranih fragmenata ili nema ili ne odražavaju današnje stanje filoloških istraživanja, a ni redoslijed svih fragmenata nije sasvim točan.
- Google Books pregled najnovijeg i ažurnog engleskog prijevoda u Most (2007).